# Heinz Langmann
Heinz Langmann, geboren im 20. Jahrhundert, ist ein ehemaliger deutscher Hockeysportler.

## Werdegang
Heinz Langmann stammt aus Mülheim an der Ruhr. Da er sich sehr für den Hockeysport interessierte, wurde er Mitglied des HTC Uhlenhorst Mülheim, einer der in den 1950er- und 1960er-Jahren in der Bundesrepublik führenden Hockeysportvereine. Seine Leistungen waren so gut, dass er schon bald Stammspieler in der ersten Mannschaft seines Vereins wurde. Mit dem HTC Uhlenhorst wurde er insgesamt sieben Mal Deutscher Meister im Feldhockey. Zum ersten Mal gelang dies ihm und der Mannschaft im Jahre 1950. Es folgten für den HTC Uhlenhorst in den Jahren 1954, 1955, 1857, 1958, 1960 und 1964 weitere Gewinne der deutschen Meisterschaft im Feldhockey unter Mitwirkung Heinz Langmanns.
Nachdem der HTC Uhlenhorst Mülheim 1955 zum dritten Mal Deutscher Meister im Feldhockey geworden war, zeichnete Bundespräsident Theodor Heuss am 23. Oktober 1955 Heinz Langmann und die übrigen Mitglieder der 55er-Meistermannschaft mit dem Silbernen Lorbeerblatt aus.